# Wereldkampioenschap wegrace 1972
Het wereldkampioenschap wegrace seizoen 1972 was het 24e in de geschiedenis van het door de FIM georganiseerde wereldkampioenschap wegrace.

## Algemeen
FIM
De Grand Prix-kalender van 1972 grensde aan het onmogelijke. Veel GP's lagen slechts een week uit elkaar. Hoewel duur betaalde fabriekscoureurs het vliegtuig konden nemen, moesten hun motorfietsen en monteurs binnen een week over de weg van het ene naar het andere circuit reizen, intussen ook nog reparaties en verbeteringen uitvoerend. Dat kostte mogelijk de wereldtitel aan Jan de Vries, die zijn snelste motor in Joegoslavië opblies, maar zijn team had geen tijd om die tussen de wedstrijden te repareren. Tussen de laatste twee GP's, Finland en Spanje, lagen weer zeven weken.
In april 1972 belegde de FIM een conferentie met vertegenwoordigers van landelijke motorsportbonden over de start- en prijzengelden. Dit was nodig omdat de FIM de Grand Prix Riders Association (GPRA) nog steeds niet erkende.
De FIM stelde in de zomer van 1972 een "Subcommissie wegraces" in. Die moest voor het FIM-congres in oktober adviezen formuleren met betrekking op vermindering van het aantal GP's, eventuele nieuwe raceklassen en de veiligheid op de circuits.
In oktober 1972 tekenden de Italiaanse merken Aermacchi, Benelli, Ducati, Morbidelli, Moto Villa en MV Agusta en petitie van Walter Bergonzini om de Isle of Man TT van de WK-kalender te schrappen. De Italiaanse bond distantieerde zich hiervan, zodat er op het FIM-congres van 1972 niet eens over gesproken werd.
Tijdens het jaarlijkse FIM-congres werd het verbod voor vrouwen om deel te nemen aan snelheidsraces opgeheven en de Grand Prix van de DDR en de Ulster Grand Prix werden van de kalender geschrapt. De Isle of Man TT, waar heftig tegen geprotesteerd werd door rijders en teams, werd nog niet geschrapt, maar MV Agusta maakte enkele weken later bekend in 1973 in geen geval naar het eiland Man af te reizen.
Merken/teams
Het Yamaha-fabrieksteam bestond in 1972 aanvankelijk uit Kent Andersson, Rodney Gould, Chas Mortimer en Barry Sheene, maar omdat de steun officieel door de importeurs werd verleend, werden daar namens de Duitse importeur Mitsui ook Dieter Braun en Walter Sommer aan toegevoegd. De ingewikkelde constructie was misschien de oorzaak van de problemen die de coureurs ondervonden. Al na enkele races kampte Chas Mortimer met een nijpend gebrek aan onderdelen van zijn 250cc-machine, waardoor zijn monteur Ferry Brouwer die niet in optimale conditie kon houden. Er moesten zelfs onderdelen van standaard Yamaha's worden gebruikt.
Nadat Jarno Saarinen met zijn Yamaha YZ 634 de eerste twee 350cc-races gewonnen had, trok MV Agusta Phil Read als tweede coureur naast Giacomo Agostini aan.
Ondanks twee wereldtitels besloot Derbi zich aan het einde van 1972 terug te trekken uit de wegrace. Dat kwam goed uit voor het Italiaanse houtbewerkingsbedrijf Morbidelli, dat grote moeite had een coureur aan te trekken na het overlijden van Gilberto Parlotti. Ángel Nieto stond met lege handen en tekende een contract bij Morbidelli.
Coureurs
Klaus Enders kondigde in september 1971 zijn comeback in de zijspanklasse aan, na een jaar afwezigheid waarin hij aan autosport deed. Ook zijn bakkenist Ralf Engelhardt keerde terug.
In november 1972 tekende Jarno Saarinen een fabriekscontract met Yamaha om met de Yamaha TZ 500 en de Yamaha TZ 750 te gaan rijden.
Races
De GP des Nations werd op Imola verreden, achteraf op het nippertje, want een veiligheidscommissie van de overheid keurde het circuit meteen erna af voor alle volgende auto- en motorraces vanwege een muurtje dat al jaren in een bocht stond.
De Lightweight 125 cc TT van 1972 velde het vonnis over de TT van Man als WK-race. Hoewel de coureurs steeds meer klaagden over het gebrek aan veiligheid op allerlei circuits, bleef de Snaefell Mountain Course lang buiten schot, vanwege het aanzien van de TT. De dood van Gilberto Parlotti was echter de druppel die de emmer deed overlopen. Alle grote coureurs keerden het eiland Man de rug toe. Zelfs voorvechters van de TT van Man als John Cooper, Phil Read en Chas Mortimer steunden de boycot. In 1972 had een aantal dat al gedaan: Jarno Saarinen, Ángel Nieto, Renzo Pasolini, Kent Andersson, Börje Jansson en Dieter Braun hadden al voor de eer bedankt.
Na afloop van de GP van de DDR werd duidelijk dat deze in 1973 van de kalender zou verdwijnen. De Oost-Duitse MZ's konden geen vuist meer maken, maar vooral de populariteit van West-Duitse rijders, Dieter Braun voorop, was de Oost-Duitse autoriteiten een doorn in het oog. In 1973 zou men een "uitnodigingsrace" voor geselecteerde rijders organiseren. Het was duidelijk dat die selectie voornamelijk zou bestaan uit coureurs uit het Oostblok.

## Overleden/gestopt
Overleden
- Leo Commu verongelukte tijdens de 250cc-race in Tubbergen op tweede pinksterdag (22 mei).
- Gilberto Parlotti verongelukte op 9 juni tijdens de Lightweight 125 cc TT bij de Verandah toen zijn Morbidelli vastliep. Hij werd zwaar gewond per helikopter afgevoerd naar Nobles Hospital in Douglas, maar bleek bij aankomst al te zijn overleden. Zijn dood was voor de topcoureurs aanleiding om vanaf 1973 de Isle of Man TT te boycotten. Parlotti zelf had de TT al in 1971 geboycot omdat hij het er te gevaarlijk vond. In 1972 moest hij noodgedwongen naar het eiland Man omdat hij aan de leiding van het wereldkampioenschap stond. Hij werd postuum vijfde in het wereldkampioenschap 125 cc.
- Hans-Jürgen Cusnik, de bakkenist van Heinz Luthringshauser, verongelukte op 16 juli in Tsjecho-Slowakije toen de zijspancombinatie over de kop sloeg door een geblokkeerd zijspanwiel. Cusnik werd tegen een paal langs het circuit geslingerd. Heinz Luthringshauser verdedigde zijn positie in de laatste race niet en de combinatie Luthringshauser/Cusnik eindigde als tweede in het kampioenschap.
- Dave Simmonds overleed op 23 oktober aan de gevolgen van een geëxplodeerde gasfles in de caravan van Jack Findlay.
- In november overleed Frank Cope. Cope was nooit uitgegroeid tot een groot coureur, maar bijzonder was dat hij op 51-jarige leeftijd met motorfietsen was gaan racen. Toen de Auto-Cycle Union rond 1959 vanwege zijn hoge leeftijd zijn racelicentie introk, maakte hij er een gewoonte van op vakantie naar Zuid-Afrika te gaan om te racen. In de winter van 1971 liep hij hersenletsel op na een val met een 250cc-Yamaha, dat hij niet meer te boven kwam. Hij overleed in november 1972 in een verpleeghuis in Durban, 76 jaar oud.

Gestopt
- Na zijn ongeval tijdens de Sidecar TT maakte zijspanrijder Georg Auerbacher bekend te stoppen met racen. Zijn bakkenist Hermann Hahn stapte in 1973 in het zijspan van Heinz Luthringshauser.
- Paul Lodewijkx besloot na zijn eenmalige terugkeer in Assen voorlopig te stoppen met wegracen, niet vanwege gezondheidsredenen, maar omdat hij een meer professionele aanpak wilde dan Jamathi hem op dat moment kon bieden.
- Na een val op Brands Hatch besloot Rodney Gould zijn racecarrière te beëindigen. Er was al eerder sprake van dat hij dat zou doen, want Yamaha had hem gevraagd om manager van haar raceteam te worden.
- Alberto Pagani beëindigde zijn racecarrière aan het einde van het seizoen, mogelijk onder invloed van de dood van Gilberto Parlotti. Hij zou teammanager bij MV Agusta worden.

## Puntentelling
|         | 1e | 2e | 3e | 4e | 5e | 6e | 7e | 8e | 9e | 10e |
| Punten: | 15 | 12 | 10 | 8  | 6  | 5  | 4  | 3  | 2  | 1   |

## Aantal (tellende) wedstrijden
In de zijspanklasse en de 50cc-klasse werden acht races gereden, in de 350cc-klasse 12 en in de 125-, 250- en 500cc-klassen 13. 
Om het aantal tellende resultaten te bepalen moest men bij een even aantal races dit aantal halveren en er één bij optellen. Bij een oneven aantal werd er eerst een bij opgeteld en dit getal werd dan gehalveerd.
Als twee rijders met een gelijk aantal punten eindigden, moest één extra resultaat worden bijgeteld. Als dat ook geen winnaar opleverde werd het grootste aantal eerste t/m zesde plaatsen meegerekend en als ook dat gelijk was, moest de totaaltijd van de wedstrijden waarin beiden gefinisht waren worden uitgerekend. Dit laatste moest gebeuren om Ángel Nieto uiteindelijk als 50cc-wereldkampioen aan te kunnen wijzen. Bij het vertrek van de laatste Grand Prix stond Jan de Vries drie punten vóór, maar in tijd gerekend was Nieto 6,8 seconden sneller geweest. Beiden moesten dus winnen om wereldkampioen te worden. Toen Nieto zijn thuisrace won stonden ze in extra resultaten, punten en posities gelijk.
| Klasse  | Races | Tellend |
| ------- | ----- | ------- |
| 50 cc   | 8     | 5       |
| 125 cc  | 13    | 7       |
| 250 cc  | 13    | 7       |
| 350 cc  | 12    | 7       |
| 500 cc  | 13    | 7       |
| zijspan | 8     | 5       |

## 500cc-klasse
Het gebrek aan concurrentie in de 500cc-klasse leidde ertoe dat Agostini en MV Agusta niet tot het uiterste hoefden te gaan om te winnen. Dat bleek in 1972 zelfs uit de rondetijden: vaak langzamer dan de 350cc-klasse en nauwelijks sneller dan de 250cc-klasse. 
1. Duitsland, Nordschleife
Na zijn verlies in de 350cc-race in Duitsland was Giacomo Agostini in de 500cc-klasse weer ongenaakbaar. Hij nam een grote voorsprong op zijn teamgenoot Alberto Pagani. Het meest interessant was het gevecht achter de MV Agusta's, dat ging tussen de Kawasaki H 1 R van Dave Simmonds en de König van Kim Newcombe. Dat werd door Newcombe gewonnen en hij werd dus derde. 
2. Frankrijk, Clermont-Ferrand
In Frankrijk moest de start van de 500cc-klasse ongeveer een uur worden uitgesteld omdat de organisatie eerst het opdringerige publiek van de baan moest verwijderen. Agostini startte slecht, maar had aan het einde van de eerste ronde toch de leiding. In de tweede ronde kwam Phil Read hem voorbij, nota bene met een 250cc-Yamaha TD 3, want zijn Suzuki T 500 wilde al tijdens de trainingen niet goed lopen. Read moest wel opgeven, want de 250cc-machine was reglementair te klein om in de 500cc-klasse te mogen starten. Hij deed dat in de vijfde ronde, zogenaamd met versnellingsbakproblemen. De Fransman Christian Bourgeois lag intussen tweede met een tot 354 cc opgeboorde Yamaha TR 3, en Kurt-Harald Florin was met zijn König derde. Florin viel echter, waardoor zijn plaats werd overgenomen door Bruno Kneubühler (Yamaha). Daarachter reden drie Suzuki T 500's: André Pogolotti, Rob Bron (met een Seeley-frame) en Keith Turner. Turner viel uit door een gebroken ketting, en Bron zette de aanval in op Pogolotti en  Kneubühler. Rob Bron werd derde achter Christian Bourgeois.
3. Oostenrijk, Salzburgring
In Salzburg won Agostini ook, vóór Guido Mandracci (Suzuki) en Bo Granath (Husqvarna). Rob Bron werd vierde. 
4. Nations GP, Imola
Agostini en Pagani startten in Imola nog op de driecilinder MV Agusta's, maar werden met enig gemak eerste en tweede. Jack Findlay lag met zijn Jada (Jack Findlay Daniele Fontana)-Suzuki lang op de derde plaats, maar zijn stroomverdeler brak en daardoor schoven de fabrieks-Ducati's van Bruno Spaggiari (derde) en Paul Smart (vierde) een plaatsje op.
5. Isle of Man Senior TT, Snaefell Mountain Course
Vanwege de regen en de mist werd de Senior TT enkele uren uitgesteld. Bij de start gingen Agostini en Pagani er meteen vandoor, waarbij Agostini gedurende de race een voorsprong van 8 minuten op Pagani opbouwde. Agostini had dan wel geen tegenstand, maar reed toch ruim 1½ minuut sneller dan in 1971. Hij won zijn tiende Isle of Man TT-race. Pagani werd tweede met nog 1½ minuut voorsprong op Mick Grant (Kawasaki H 1 R). 
6. Joegoslavië, Opatija
Nadat hij in Joegoslavië al in de 350cc-klasse was uitgevallen, overkwam Agostini in de 500cc-race hetzelfde. Zijn teamgenoot Pagani won de race vóór Chas Mortimer (Yamaha) en Paul Eickelberg (König).
7. Nederland, Assen
In Assen verwachtte men niet veel spanning vanwege de overmacht van Agostini en zijn MV Agusta, maar toch kwam die er in de training, toen Dave Simmonds met zijn Kawasaki exact dezelfde kwalificatietijd reed. Alberto Pagani was 0,1 seconden langzamer dan Agostini en Simmonds. Rob Bron brak tijdens de training een pols en een onderarm, waardoor hij voorlopig uitgeschakeld was, maar Wil Hartog zette zijn 352cc-Yamaha op de 7e startplaats. Hij maakte echter een bliksemstart en kwam na de eerste ronde als tweede door, nadat hij zelfs even de leiding in handen gehad had. Na twee ronden was Hartog echter al door een vastloper uitgevallen. Nu kwam Simmonds op de tweede plaats, gevolgd door Bruno Kneubühler, Chas Mortimer en Alberto Pagani. Simmonds kreeg problemen door een gescheurde uitlaat waardoor eerst Pagani en daarna Kneubühler hem passeerden. Agostini was niet meer te achterhalen, en Pagani ook niet, want hij finishte 10 seconden voor Kneubühler.
8. België, Spa-Francorchamps
Agostini had al zes 500cc-GP's gewonnen, en met slechts zeven tellende resultaten kon hij in België de wereldtitel veilig stellen. Hij deed dat op zijn bekende manier: Pagani mocht een tijdje volgen en zelfs kopwerk doen, maar uiteindelijk liep hij bijna een halve minuut achterstand op. De strijd om de derde plaats was interessanter en eindigde in een duel tussen Rodney Gould en Hideo Kanaya. Gould remde Kanaya bij de La Source haarspeldbocht uit, waardoor hij derde werd. Kanaya nam daarna afscheid van de Europese circuits, waarschijnlijk om te gaan helpen met de ontwikkeling van de nieuwe Yamaha TZ 500. 
9. DDR, Sachsenring
In de DDR ging tot ieders verrassing Kim Newcombe met zijn König vier ronden lang aan de leiding. Daarna nam Agostini het over om met een grote voorsprong te winnen. Newcombe werd slechts derde, want hij werd ook nog ingehaald door Rodney Gould. 
10. Tsjecho-Slowakije, Masaryk-Ring
In Tsjecho-Slowakije won Agostini de 500cc-race, ondanks zijn eerdere valpartij in de 350cc-klasse, met ruim 2½ minuut voorsprong op Jack Findlay en Bruno Kneubühler.
11. Zweden, Anderstorp
In Zweden bleef Rodney Gould zeven ronden aan de leiding rijden, maar uiteindelijk moest hij het hoofd buigen voor Agostini. Bo Granath werd met zijn tweecilinder Husqvarna derde. 
12. Finland, Imatra
In Finland had Agostini weer geen enkele tegenstand. Hij had na de race wel wat te vieren: zijn 100e Grand Prix-overwinning én zijn 12e wereldtitel. Alberto Pagani kreeg in het gevecht om de tweede plaats te maken met Kim Newcombe, tot diens König op drie cilinders ging lopen. Daardoor kon Rodney Gould derde worden. Hij was tevens de laatste die in dezelfde ronde als Agostini finishte.
13. Spanje, Montjuïc Park
Zonder de MV Agusta's, die niet naar Barcelona waren afgereisd, konden de tweetaktrijders de Spaanse Grand Prix onder elkaar uitvechten. Bruno Kneubühler, die de 350cc-race al gewonnen had, nam opnieuw de leiding, maar toen zijn 354cc-Yamaha slechter begon te lopen gingen Jack Findlay, Dave Simmonds en Chas Mortimer hem voorbij. Simmonds bleef tot halverwege de race op kop rijden, maar eindigde als tweede achter Chas Mortimer, terwijl Findlay derde werd.

### Uitslagen 500cc-klasse
|    | Datum          | Race                     | Circuit                  | 1e               | 2e                  | 3e               | Snelste ronde    |
| -- | -------------- | ------------------------ | ------------------------ | ---------------- | ------------------- | ---------------- | ---------------- |
| 1  | 29 en 30 april | GP van Duitsland         | Nürburgring Nordschleife | Giacomo Agostini | Alberto Pagani      | Kim Newcombe     | Giacomo Agostini |
| 2  | 7 mei          | GP van Frankrijk         | Clermont-Ferrand         | Giacomo Agostini | Christian Bourgeois | Rob Bron         | Giacomo Agostini |
| 3  | 14 mei         | GP van Oostenrijk        | Salzburgring             | Giacomo Agostini | Guido Mandracci     | Bo Granath       | Giacomo Agostini |
| 4  | 21 mei         | Nations GP               | Imola                    | Giacomo Agostini | Alberto Pagani      | Bruno Spaggiari  | Giacomo Agostini |
| 5  | 9 juni         | Isle of Man TT           | Mountain Course          | Giacomo Agostini | Alberto Pagani      | Mick Grant       | Giacomo Agostini |
| 6  | 18 juni        | GP van Joegoslavië       | Opatija                  | Alberto Pagani   | Chas Mortimer       | Paul Eickelberg  | Giacomo Agostini |
| 7  | 24 juni        | TT van Assen             | Assen                    | Giacomo Agostini | Alberto Pagani      | Bruno Kneubühler | Giacomo Agostini |
| 8  | 2 juli         | GP van België            | Spa-Francorchamps        | Giacomo Agostini | Alberto Pagani      | Rodney Gould     | Giacomo Agostini |
| 9  | 9 juli         | GP van de DDR            | Sachsenring              | Giacomo Agostini | Rodney Gould        | Kim Newcombe     | Giacomo Agostini |
| 10 | 16 juli        | GP van Tsjecho-Slowakije | Masaryk-Ring             | Giacomo Agostini | Jack Findlay        | Bruno Kneubühler | Giacomo Agostini |
| 11 | 22 en 23 juli  | GP van Zweden            | Anderstorp               | Giacomo Agostini | Rodney Gould        | Bo Granath       | Giacomo Agostini |
| 12 | 30 juli        | GP van Finland           | Imatra                   | Giacomo Agostini | Alberto Pagani      | Rodney Gould     | Giacomo Agostini |
| 13 | 23 sept        | GP van Spanje            | Montjuïc                 | Chas Mortimer    | Dave Simmonds       | Jack Findlay     | Chas Mortimer    |

### Eindstand 500cc-klasse
| Pos. | Coureur              | Motorfiets    | Ptn.      |
| ---- | -------------------- | ------------- | --------- |
| 1    | Giacomo Agostini     | MV Agusta     | 105 (165) |
| 2    | Alberto Pagani       | MV Agusta     | 87        |
| 3    | Bruno Kneubühler     | Yamaha        | 54 (57)   |
| 4    | Rodney Gould         | Yamaha        | 52        |
| 5    | Bo Granath           | Husqvarna     | 47 (51)   |
| 6    | Chas Mortimer        | Yamaha        | 42        |
| 7    | Dave Simmonds        | Kawasaki      | 42        |
| 8    | Billie Nelson        | Yamaha        | 31 (33)   |
| 9    | Jack Findlay         | Jada-Suzuki   | 31        |
| 10   | Kim Newcombe         | König         | 27        |
| 11   | Guido Mandracci      | Suzuki        | 24        |
| 12   | Christian Bourgeois  | Yamaha        | 20        |
| 13   | Rob Bron             | Seeley-Suzuki | 18        |
| 14   | Sven-Olof Gunnarsson | Kawasaki      | 16        |
| 15   | Jerry Lancaster      | Yamaha        | 14        |
| 16   | Paul Eickelberg      | König         | 13        |
| 17   | Bruno Spaggiari      | Ducati        | 10        |
|      | Mick Grant           | Kawasaki      | 10        |
| 19   | Giampiero Zubani     | Kawasaki      | 9         |
| 20   | Sergio Baroncini     | Ducati        | 9         |
| 21   | Lothar John          | Yamaha        | 9         |
| 22   | Paul Smart           | Ducati        | 8         |
|      | Kevin Cowley         | Seeley        | 8         |
|      | Hideo Kanaya         | Yamaha        | 8         |
| 25   | Piet van der Wal     | Kawasaki      | 7         |
| 26   | Ernst Hiller         | König         | 6         |

| Pos. | Coureur              | Motorfiets        | Ptn. |
| ---- | -------------------- | ----------------- | ---- |
|      | André Pogolotti      | Suzuki            | 6    |
|      | Derek Chatterton     | Yamaha            | 6    |
| 29   | Klaus Huber          | Kawasaki          | 5    |
|      | Charlie Williams     | Yamaha            | 5    |
|      | Charlie Dobson       | Kawasaki          | 5    |
|      | Eric Offenstadt      | Kawasaki          | 5    |
|      | Pentti Korhonen      | Yamaha            | 5    |
|      | Kurt-Ivan Carlsson   | Yamaha            | 5    |
| 35   | Silvano Bertarelli   | Kawasaki          | 4    |
|      | Selwyn Griffiths     | Matchless         | 4    |
|      | Alois Maxwald        | Rotax             | 4    |
| 38   | Clive Brown          | Suzuki            | 3    |
|      | Paul Cott            | Seeley            | 3    |
|      | Derek Lee            | Suzuki            | 3    |
|      | Getulio Marcaccini   | Aermacchi         | 2    |
|      | Carlo Marelli        | Paton / Kawasaki  | 3    |
| 43   | Kendo Takeshi Araoka | Kawasaki          | 2    |
|      | Arpád Juhos          | Métisse-Matchless | 2    |
|      | Seppo Kangasniemi    | Yamaha            | 2    |
|      | Johnny Bengtsson     | Husqvarna         | 2    |
| 47   | Charlie Sanby        | Suzuki            | 1    |
|      | Roberto Gallina      | Paton             | 1    |
|      | Josef Özelt          | Matchless         | 1    |
|      | Ulf Nilsson          | Suzuki            | 1    |
|      | Maurice Hawthorne    | Kawasaki          | 1    |

(Punten tussen haakjes zijn inclusief streepresultaten)

### Constructeurstitel 500cc-klasse
| Pos. | Constructeur  | Ptn.      |
| ---- | ------------- | --------- |
| 1    | MV Agusta     | 105 (180) |
| 2    | Yamaha        | 83 (124)  |
| 3    | Suzuki (Jada) | 61 (68)   |
| 4    | Kawasaki      | 57 (75)   |
| 5    | Husqvarna     | 47 (53)   |
| 6    | König         | 39        |
| 7    | Ducati        | 15        |
| 8    | Seeley        | 8         |
| 9    | Matchless     | 6         |
| 10   | Rotax         | 4         |
| 11   | Aermacchi     | 3         |
| 12   | Paton         | 2         |

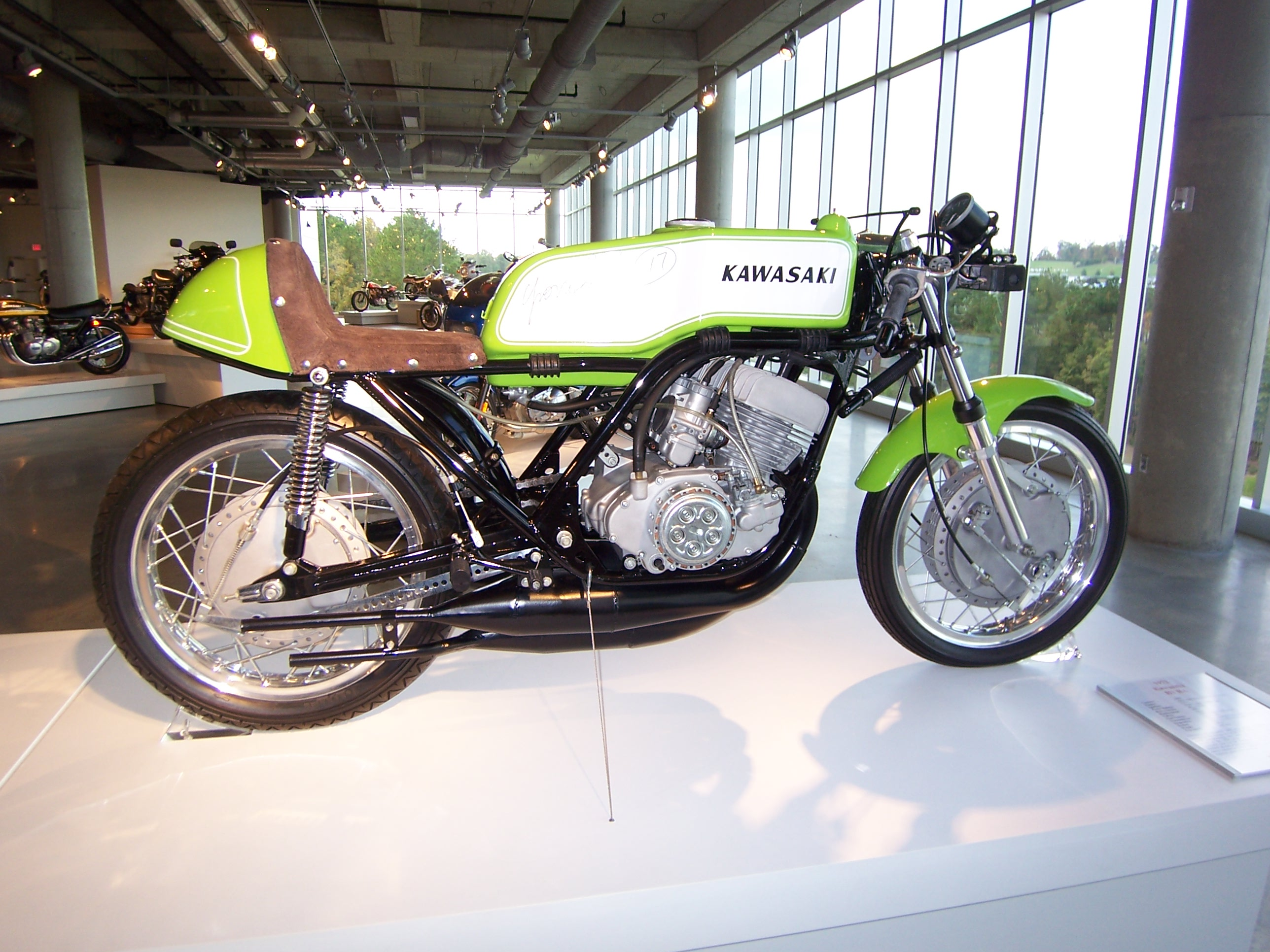
Kawasaki H 1 R-A uit 1972

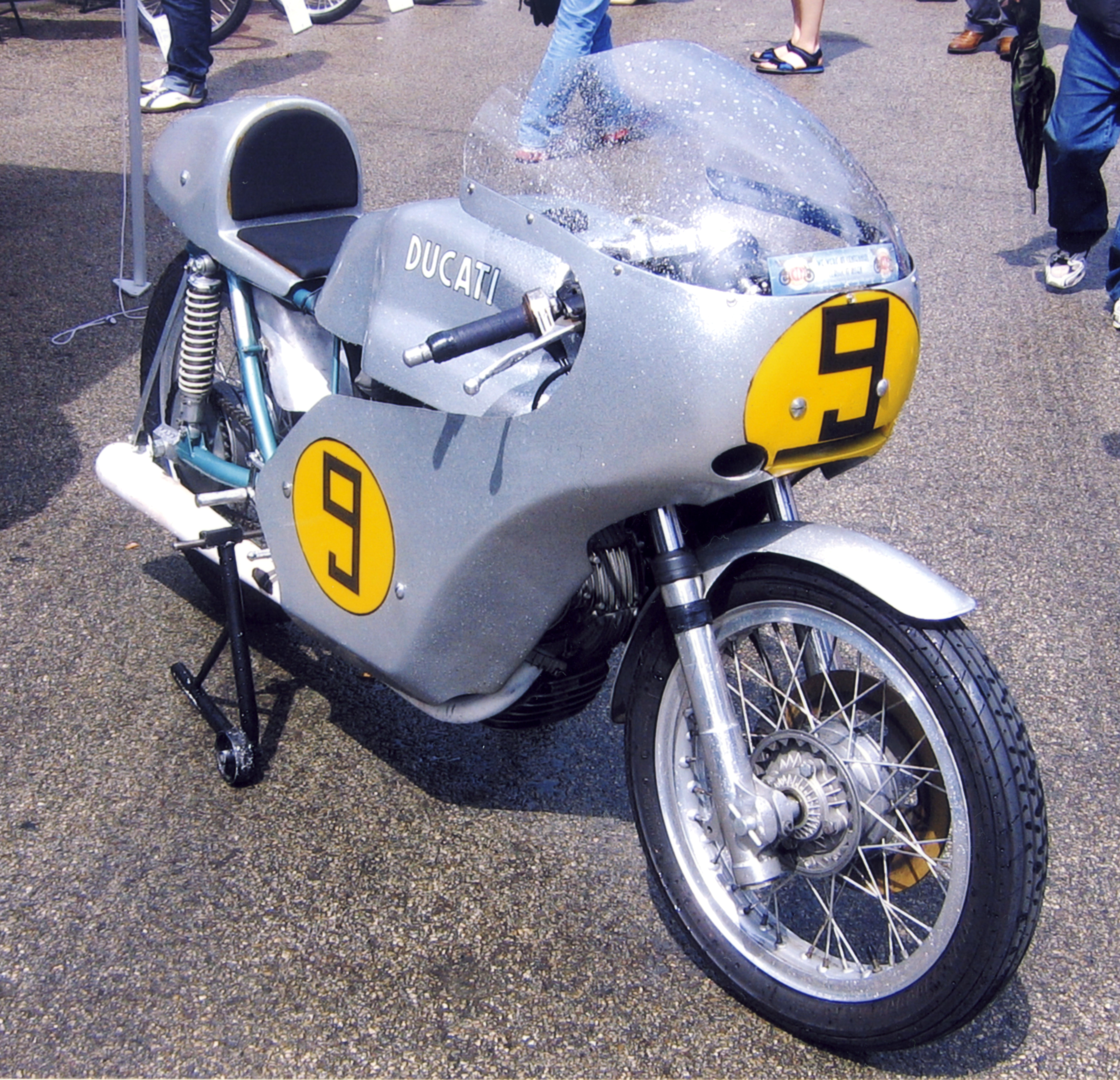
Ducati bracht in 1972 deze 500cc-versie van de Ducati 750 S, maar de machine werd slechts enkele malen ingezet en men concentreerde zich later weer op de 750cc-klasse

(Punten tussen haakjes zijn inclusief streepresultaten)

## 350cc-klasse
In 1972 werd er voor het eerst geknaagd aan de hegemonie van Giacomo Agostini en MV Agusta, ten minste in de 350cc-klasse. Ago werd weliswaar wereldkampioen, maar won maar zes van de twaalf races. De andere zes werden door wisselende coureurs gewonnen, waarvan Jarno Saarinen de sterkste was.
1. Duitsland, Nordschleife
In de GP van Duitsland kreeg Agostini zijn eerste tikje, toen hij in een rechtstreeks duel werd verslagen door Saarinen. Die zette met zijn nieuwe watergekoelde Yamaha YZ 634 het absolute ronderecord zelfs zó scherp (9.31.8) dat Ago het zelfs in de 500cc-klasse met 9.30.9 nauwelijks kon verbeteren. Hideo Kanaya werd met de tweede watergekoelde YZ 634 (er waren er nog maar twee met waterkoeling) derde. Saarinen was in de training al 10 seconden sneller geweest dan de concurrentie en wist in de race zijn voorsprong met een seconde per ronde uit te bouwen.
2. Frankrijk, Clermont-Ferrand
In Frankrijk kwam het gewichtsverschil tussen de watergekoelde Yamaha YZ 634 (ca. 90 kilo) en de MV Agusta 350 3C (ca. 140 kilo) tot uiting in de enorme achterstand die Agostini opliep op de winnaar Jarno Saarinen. Dat was ruim 4 kilometer. Teuvo Länsivuori had een standaard (luchtgekoelde) Yamaha TR 3 en finishte als tweede op 1½ minuut van Saarinen. Hideo Kanaya lag enige tijd op de derde plaats, maar gleed weg op de natte baan (de 350cc-race was enige natte race in Frankrijk). Daardoor werd Renzo Pasolini met de Aermacchi derde en toen pas finishte Agostini. Die vatte zijn verlies echter sportief op maar verklaarde wel dat de driecilinder MV Agusta intussen te traag was geworden. Hij wachtte op het gereedkomen van de viercilinder. 
3. Oostenrijk, Salzburgring
Na twee overwinningen voor Yamaha kwam Agostini in Oostenrijk met de nieuwe 350cc-viercilinder aan de start. Hij trainde nog met de driecilinder, maar die was al behoorlijk wat langzamer dan de Yamaha van Saarinen. In de race verloor de motor van Saarinen al snel wat toeren, waardoor hij slechts vierde werd. Agostini won en het gevecht om de tweede plaats tussen Pasolini en Kanaya werd door de laatste gewonnen. 
4. Nations GP, Imola
Voor Imola had MV Agusta voor de zekerheid Phil Read ingehuurd om Agostini te steunen. Read verremde zich in de race en maakte een flinke schuiver, maar werd toch nog vierde. Agostini won de race, maar de handen van de Italianen gingen op elkaar voor Renzo Pasolini met de luchtgekoelde en zuigergestuurde Aermacchi tweetakt. Pasolini had een slechte start gehad en kwam na de eerste ronde als tiende door, maar vocht zich door het hele veld naar de tweede plaats. Jarno Saarinen moest genoegen nemen met de derde positie. 
5. Isle of Man Junior TT, Snaefell Mountain Course
In de Junior TT leidde Agostini van start tot finish, terwijl zijn teamgenoot Phil Read al in de tweede ronde uitviel met schakelproblemen. Beide MV-coureurs reden met de driecilinders. Agostini had getraind met de viercilinder, maar vond de driecilinder betrouwbaarder. De tegenstand van Yamaha doofde al snel uit: De machine van Rodney Gould liep al na enkele kilometers vast en nog in de eerste ronde blies de Yamaha van Chas Mortimer de temperatuurplug uit de cilinderkop om vervolgens ook vast te lopen. Jarno Saarinen kwam niet naar het eiland Man. Hij had er nooit gereden, maar vond het circuit ook te gevaarlijk. Achter Agostini ging de strijd tussen de Yamaha-privérijders Jack Findlay, Mick Grant en Tony Rutter. Die laatste werd tweede, terwijl Grant zijn machine zonder benzine over de finish moest laten rollen, 12 seconden voor Findlay. 
6. Joegoslavië, Opatija
In 1971 had de 350cc-MV Agusta Agostini al enkele malen in de steek gelaten, en ook in de GP van Joegoslavië van 1972 viel hij uit. Phil Read reed de race uit, maar kon geen vuist maken tegen de Yamaha TR 3 van de Hongaar János Drapál. Dieter Braun werd tweede en Read slechts derde. 
7. Nederland, Assen
In Assen trainde Agostini met afstand als snelste, maar tijdens de eerste ronden bekeek hij het gevecht tussen Drapál, Pasolini en Read van de achterkant. Agostini had weer de MV viercilinder tot zijn beschikking, Read de driecilinder. Al snel ging de strijd om de leiding alleen nog tussen Pasolini en Read, toen Drapál terugviel naar de vierde plaats. Saarinen was toen nog slechts zesde, want hij was met nieuwe, niet ingereden banden gestart en moest enkele ronden kalm aan doen. Na vier ronden lag Agostini aan de leiding, gevolgd door Pasolini en Read. In de zevende ronde werd Read zelfs gepasseerd door Saarinen en in de laatste meters van de race, in de kniebocht, ook nog door Dieter Braun. Agostini won de race, Saarinen werd tweede en Pasolini derde. 
8. DDR, Sachsenring
In de DDR viel Agostini plotseling uit, maar Phil Read had nu ook een viercilinder MV Agusta tot zijn beschikking en won met een nieuwe racerecord. Zijn tijd was gelijk aan die van Agostini in de 500cc-race. Spanning was er verder niet: Pasolini werd tweede ver achter Read en ver voor derde man Braun.
9. Tsjecho-Slowakije, Masaryk-Ring
In Brno nam Agostini de leiding voor Read en Pasolini. Saarinen had een slechte start, maar vond al snel aansluiting. In de vierde ronde viel Agostini, waardoor Read aan de leiding kwam. Pasolini moest afhaken, maar Saarinen niet. Die passeerde Read en won de race. Read moest uiteindelijk de pit inrijden waardoor Pasolini alsnog tweede werd, vóór Dieter Braun.
10. Zweden, Anderstorp
In Anderstorp moesten Agostini en Read in de eerste ronden een flink gevecht leveren tegen Jarno Saarinen, die zelfs de snelste ronde reed. Later moest Saarinen met versnellingsproblemen afhaken, maar hij bleef Read toch dicht op de hielen zitten. Uiteindelijk won Agostini vóór Read en Saarinen. 
11. Finland, Imatra
In het Finse Imatra had Phil Read als snelste getraind, maar meteen na de start sloeg er een drijfstang door zijn carter, waardoor hij duwend de pit in kwam. Agostini nam de leiding en behield die de hele race. Saarinen riskeerde niet alles om hem in te halen, want hij moest fit blijven voor de 250cc-race, waarin hij later op de dag zijn eerste wereldtitel zou halen. In de 350cc-race werd hij wel tweede met 8 seconden voorsprong op Renzo Pasolini.
12. Spanje, Montjuïc Park
MV Agusta verscheen niet in Barcelona, evenmin als Jarno Saarinen, maar in de eerste ronden was er een spannende strijd om de eerste plaats. Die was aanvankelijk voor Barry Sheene, maar Teuvo Länsivuori nam voordat hij uitviel ook even de koppositie over. Daarna nam Pasolini de leiding, maar die werd weer gepasseerd door Bruno Kneubühler. Die won de race uiteindelijk, nadat Sheene met technische problemen was uitgevallen. Pasolini werd tweede en János Drapál werd derde.

### Uitslagen 350cc-klasse
|    | Datum          | Race                     | Circuit                  | 1e               | 2e               | 3e             | Snelste ronde    |
| -- | -------------- | ------------------------ | ------------------------ | ---------------- | ---------------- | -------------- | ---------------- |
| 1  | 29 en 30 april | GP van Duitsland         | Nürburgring Nordschleife | Jarno Saarinen   | Giacomo Agostini | Hideo Kanaya   | Jarno Saarinen   |
| 2  | 7 mei          | GP van Frankrijk         | Clermont-Ferrand         | Jarno Saarinen   | Teuvo Länsivuori | Renzo Pasolini | Jarno Saarinen   |
| 3  | 14 mei         | GP van Oostenrijk        | Salzburgring             | Giacomo Agostini | Hideo Kanaya     | Renzo Pasolini | Giacomo Agostini |
| 4  | 21 mei         | Nations GP               | Imola                    | Giacomo Agostini | Renzo Pasolini   | Jarno Saarinen | Giacomo Agostini |
| 5  | 5 juni         | Isle of Man TT           | Mountain Course          | Giacomo Agostini | Tony Rutter      | Mick Grant     | Giacomo Agostini |
| 6  | 18 juni        | GP van Joegoslavië       | Opatija                  | János Drapál     | Dieter Braun     | Phil Read      | Giacomo Agostini |
| 7  | 24 juni        | TT van Assen             | Assen                    | Giacomo Agostini | Jarno Saarinen   | Renzo Pasolini | Giacomo Agostini |
| 8  | 9 juli         | GP van de DDR            | Sachsenring              | Phil Read        | Renzo Pasolini   | Dieter Braun   | Giacomo Agostini |
| 9  | 16 juli        | GP van Tsjecho-Slowakije | Masaryk-Ring             | Jarno Saarinen   | Renzo Pasolini   | Dieter Braun   | Jarno Saarinen   |
| 10 | 22 en 23 juli  | GP van Zweden            | Anderstorp               | Giacomo Agostini | Phil Read        | Jarno Saarinen | Jarno Saarinen   |
| 11 | 30 juli        | GP van Finland           | Imatra                   | Giacomo Agostini | Jarno Saarinen   | Renzo Pasolini | Giacomo Agostini |
| 12 | 23 sept        | GP van Spanje            | Montjuïc                 | Bruno Kneubühler | Renzo Pasolini   | János Drapál   | Teuvo Länsivuori |

### Eindstand 350cc-klasse
| Pos. | Coureur              | Motorfiets | Ptn.      |
| ---- | -------------------- | ---------- | --------- |
| 1    | Giacomo Agostini     | MV Agusta  | 102 (110) |
| 2    | Jarno Saarinen       | Yamaha     | 89 (97)   |
| 3    | Renzo Pasolini       | Aermacchi  | 78 (102)  |
| 4    | Dieter Braun         | Yamaha     | 54        |
| 5    | Phil Read            | MV Agusta  | 51        |
| 6    | Bruno Kneubühler     | Yamaha     | 45 (47)   |
| 7    | Teuvo Länsivuori     | Yamaha     | 42        |
| 8    | János Drapál         | Yamaha     | 41        |
| 9    | Hideo Kanaya         | Yamaha     | 41        |
| 10   | Jack Findlay         | Yamaha     | 17        |
| 11   | Werner Pfirter       | Yamaha     | 16        |
| 12   | Bo Granath           | Yamaha     | 14        |
| 13   | Silvio Grassetti     | MZ         | 13        |
| 14   | Tony Rutter          | Yamaha     | 12        |
| 15   | Eduardo Celso-Santos | Yamaha     | 12        |
| 16   | Walter Sommer        | Yamaha     | 12        |
| 17   | László Szabó         | Yamaha     | 11        |
| 18   | Mick Grant           | Yamaha     | 10        |
| 19   | Matti Salonen        | Yamaha     | 9         |
| 20   | Billie Nelson        | Yamaha     | 9         |
| 21   | Kurt-Ivan Carlsson   | Yamaha     | 8         |

| Pos. | Coureur              | Motorfiets | Ptn. |
| ---- | -------------------- | ---------- | ---- |
| 22   | František Srna       | Jawa       | 8    |
| 23   | John Dodds           | Yamaha     | 7    |
| 24   | Derek Chatterton     | Yamaha     | 6    |
| 25   | Marcel Ankoné        | Yamsel     | 6    |
| 26   | Rodney Gould         | Yamaha     | 5    |
|      | Selwyn Griffiths     | Yamaha     | 5    |
| 28   | Walter Villa         | Yamaha     | 4    |
|      | Mick Chatterton      | Yamaha     | 4    |
| 30   | Alberto Pagani       | MV Agusta  | 3    |
|      | Sven-Olof Gunnarsson | Yamaha     | 3    |
| 32   | Michel Rougerie      | Aermacchi  | 2    |
|      | Bill Rae             | Yamaha     | 2    |
|      | Maurice Hawthorne    | Yamaha     | 2    |
| 35   | Peter Stocksiefen    | Yamaha     | 1    |
|      | Brian Lee            | Aermacchi  | 1    |
|      | Jean Campiche        | Yamaha     | 1    |
|      | Christian Bourgeois  | Yamaha     | 1    |
|      | Seppo Kangasniemi    | Yamaha     | 1    |
|      | Ken Redfern          | Yamsel     | 1    |
|      | Horst Dzierzawa      | Yamaha     | 1    |

(Punten tussen haakjes zijn inclusief streepresultaten)

### Constructeurstitel 350cc-klasse
| Pos. | Constructeur    | Ptn.      |
| ---- | --------------- | --------- |
| 1    | MV Agusta       | 105 (135) |
| 2    | Yamaha          | 99 (153)  |
| 3    | Aermacchi       | 78 (103)  |
| 4    | MZ              | 13        |
| 5    | Jawa            | 8         |
| 6    | Seeley (Yamsel) | 7         |

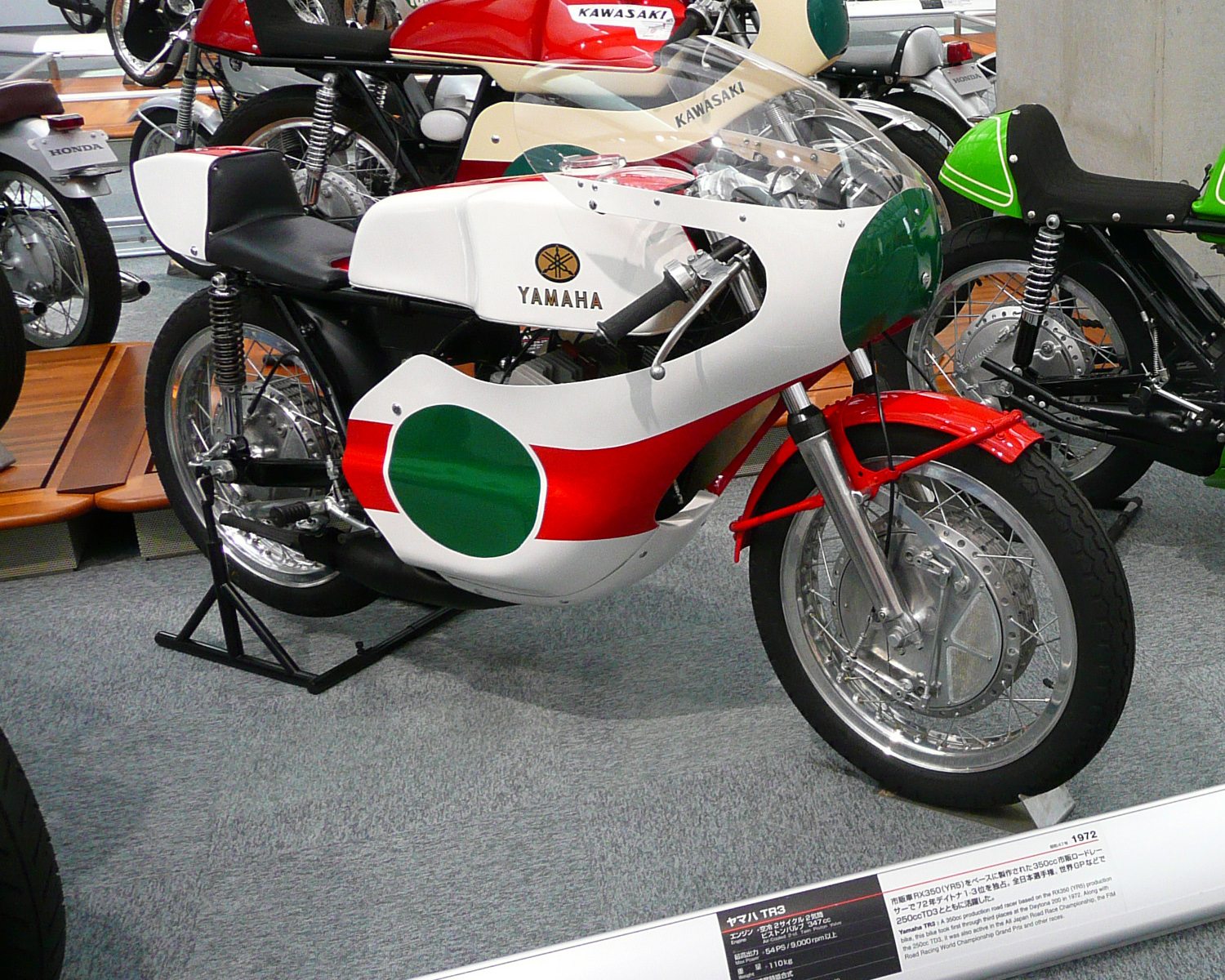
De Yamaha TR 3 was een productieracer die zó snel was, dat licht opgeboorde (352 en 354 cc) versies het in de 500cc-klasse beter deden dan de echte 500cc-machines van Kawasaki en Suzuki

(Punten tussen haakjes zijn inclusief streepresultaten)

## 250cc-klasse
Yamaha leverde officieel geen fabriekssteun in 1972, maar via het dealernetwerk waren er wel degelijk semi-fabrieksracers beschikbaar en die gebruikten deels de Yamaha YZ 635 met waterkoeling. Ze kregen vooral tegenstand van Renzo Pasolini met de Aermacchi. Dieter Braun kwam in 1972 aan de start met een tandemtwin die door zijn monteurs Sepp Schlögl, Toni Mang en Alfons Zender in elkaar was gezet met gebruikmaking van Maico-onderdelen. Daarom kwam hij als "SMZ" in de uitslagenlijsten te staan. 
1. Duitsland, Nordschleife
In Duitsland nam Braun meteen na de start de leiding voor Rodney Gould en de Belg Oronzo Memola. In de tweede ronde ontstond er een gevecht tussen Dieter Braun en Jarno Saarinen (Yamaha), maar ze werden allebei bijgehaald door Hideo Kanaya (Yamaha), die een dag eerder al derde was geworden in de 350cc-race. Eén ronde voor het einde had Kanaya de leiding overgenomen. Braun en Saarinen eindigden als tweede en derde, maar bleken na de finish allebei een gescheurde uitlaat te hebben. Ángel Nieto viel in de 250cc-race, waardoor hij verwondingen aan zijn gezicht opliep. 
2. Frankrijk, Clermont-Ferrand
Phil Read (Yamaha TD 3) was in Duitsland niet gestart, maar in Frankrijk deed hij dat wel. Na de start zagen zijn tegenstanders hem bij de finish pas terug. De strijd om de tweede plaats was wel spannend. Aan het einde van de eerste ronde werd Saarinen gepasseerd door Braun, maar een ronde later lag Renzo Pasolini met zijn Aermacchi op de tweede plaats, die gaf hij ook niet meer af. Hideo Kanaya had een zeer slechte start, maar vocht zich naar voren en werd uiteindelijk zelfs derde. 
3. Oostenrijk, Salzburgring
In Oostenrijk trainde Kanaya als snelste, maar hij startte slecht. Aanvankelijk namen Rodney Gould en Dieter Braun de leiding. Jarno Saarinen kwam dichterbij door de snelste raceronde te draaien, maar Gould verbeterde die meteen. Daarna verloor zijn Yamaha snelheid en hij viel uit. Ook Braun viel uit, waardoor Börje Jansson de winnaar werd. Jarno Saarinen werd tweede en John Dodds (Yamaha) werd derde.
4. Nations GP, Imola
Na een geweldige prestatie in de 350cc-race in Imola wist Renzo Pasolini met zijn vrij eenvoudige, luchtgekoelde Aermacchi de 250cc-race te winnen. In de 16e ronde was hij zelfs gevallen, maar hij had toen al een voorsprong van 16 seconden op Rodney Gould en Jarno Saarinen. Bij de finish na 23 ronden had hij nog 4 seconden voorsprong op Gould, terwijl Saarinen derde werd.
5. Isle of Man Lightweight 250 cc TT, Snaefell Mountain Course
De Lightweight 250 cc TT werd vanwege het slechte weer een dag uitgesteld, maar toen was het dan ook zonnig. Phil Read reed meteen een snelle openingsronde, zijn eerste ronde (met staande start) was zelfs de snelste van de race. Rodney Gould en John Williams hadden geen antwoord en bleven tot aan de finish op de tweede en derde plaats rijden. 
6. Joegoslavië, Opatija
In Joegoslavië won Renzo Pasolini met een halve minuut voorsprong op Rodney Gould. Kent Andersson werd derde. 
7. Nederland, Assen
Erg spannend was de 250cc-race in Assen niet. Rodney Gould startte enorm snel en bouwde een voorsprong op die door niemand meer te dichten was. Phil Read reed enkele ronden op de tweede plaats, maar moest door een te lange gearing Pasolini en Saarinen voor laten gaan. Zij werden dan ook tweede en derde. 
8. België, Spa-Francorchamps
Ook in België was er geen strijd om de eerste plaats, maar dit keer kwam dat doordat Jarno Saarinen ervandoor ging. Ondanks wat regen bij Blanchimont lag zijn racegemiddelde van 195,5 km/h slechts 0,7 km/h lager dan dat van Giacomo Agostini in de 500cc-klasse. Read, Grassetti, Gould, Braun en Dodds konden dus alleen vechten om plaats twee. Gould won die plaats uiteindelijk met een banddikte (0,3 s) na een duel met Phil Read, die de hele trukendoos opentrok om Gould achter zich te houden.
9. DDR, Sachsenring
De overwinning van Dieter Braun in 1971 had tot een grote rel geleid, ook al omdat het Oost-Duitse publiek het West-Duitse volkslied voor hem had gezongen. 250.000 Mensen wachtten op een herhaling van dat moment en Braun nam ook meteen de leiding in de race. Hij kon het echter niet bolwerken tegen Jarno Saarinen, Renzo Pasolini en Rodney Gould. Braun viel al snel uit met een oververhitte motor (er was op dat moment een hittegolf in de DDR) en de rest van de rijders lag te ver uit elkaar om er een spannende race van te maken. Saarinen won, Pasolini werd tweede en Gould werd derde.
10. Tsjecho-Slowakije, Masaryk-Ring
In Tsjecho-Slowakije won Saarinen opnieuw en Pasolini werd ook weer tweede, maar de derde plaats was dit keer voor Phil Read. 
11. Zweden, Anderstorp
In Zweden won Rodney Gould weer, nadat hij meteen na de start een flinke voorsprong had opgebouwd. Saarinen kon hem niet volgen, maar reed de hele race ver voor Pasolini en Andersson, die om de derde plaats vochten. Pasolini reed zich in de slotfase los van Andersson en werd derde. 
12. Finland, Imatra
Saarinen stelde in zijn thuisrace in Imatra zijn wereldtitel veilig. Daarbij werd hij geholpen doordat zowel Rodney Gould (defecte ontsteking) als Renzo Pasolini (overslaande motor) uitvielen. Silvio Grassetti werd tweede achter Saarinen, Kent Andersson werd derde.
13. Spanje, Montjuïc Park
In Barcelona startte Kent Andersson snel, en na een ronde had hij nog de leiding. Die werd hem afgenomen door Pasolini, en toen Andersson uitviel konden Teuvo Länsivuori en Barry Sheene de beide andere podiumplaatsen opeisen.

### Uitslagen 250cc-klasse
|    | Datum          | Race                     | Circuit                  | 1e             | 2e               | 3e             | Snelste ronde  |
| -- | -------------- | ------------------------ | ------------------------ | -------------- | ---------------- | -------------- | -------------- |
| 1  | 29 en 30 april | GP van Duitsland         | Nürburgring Nordschleife | Hideo Kanaya   | Dieter Braun     | Jarno Saarinen | Hideo Kanaya   |
| 2  | 7 mei          | GP van Frankrijk         | Clermont-Ferrand         | Phil Read      | Renzo Pasolini   | Hideo Kanaya   | Hideo Kanaya   |
| 3  | 14 mei         | GP van Oostenrijk        | Salzburgring             | Börje Jansson  | Jarno Saarinen   | John Dodds     | Börje Jansson  |
| 4  | 21 mei         | Nations GP               | Imola                    | Renzo Pasolini | Rodney Gould     | Jarno Saarinen | Renzo Pasolini |
| 5  | 7 juni         | Isle of Man TT           | Mountain Course          | Phil Read      | Rodney Gould     | John Williams  | Phil Read      |
| 6  | 18 juni        | GP van Joegoslavië       | Opatija                  | Renzo Pasolini | Rodney Gould     | Kent Andersson | Jarno Saarinen |
| 7  | 24 juni        | TT van Assen             | Assen                    | Rodney Gould   | Renzo Pasolini   | Jarno Saarinen | Rodney Gould   |
| 8  | 2 juli         | GP van België            | Spa-Francorchamps        | Jarno Saarinen | Rodney Gould     | Phil Read      | Jarno Saarinen |
| 9  | 9 juli         | GP van de DDR            | Sachsenring              | Jarno Saarinen | Renzo Pasolini   | Rodney Gould   | Jarno Saarinen |
| 10 | 16 juli        | GP van Tsjecho-Slowakije | Masaryk-Ring             | Jarno Saarinen | Renzo Pasolini   | Phil Read      | Jarno Saarinen |
| 11 | 22 en 23 juli  | GP van Zweden            | Anderstorp               | Rodney Gould   | Jarno Saarinen   | Renzo Pasolini | Jarno Saarinen |
| 12 | 30 juli        | GP van Finland           | Imatra                   | Jarno Saarinen | Silvio Grassetti | Kent Andersson | Jarno Saarinen |
| 13 | 23 sept        | GP van Spanje            | Montjuïc                 | Renzo Pasolini | Teuvo Länsivuori | Barry Sheene   | Renzo Pasolini |

### Eindstand 250cc-klasse
| Pos. | Coureur          | Motorfiets     | Ptn.     |
| ---- | ---------------- | -------------- | -------- |
| 1    | Jarno Saarinen   | Yamaha         | 94 (122) |
| 2    | Renzo Pasolini   | Aermacchi      | 93 (103) |
| 3    | Rodney Gould     | Yamaha         | 88 (101) |
| 4    | Phil Read        | Yamaha         | 58       |
| 5    | Teuvo Länsivuori | Yamaha         | 46 (54)  |
| 6    | John Dodds       | Yamaha         | 42       |
| 7    | Kent Andersson   | Yamaha         | 39       |
| 8    | Börje Jansson    | Derbi / Yamaha | 36       |
| 9    | Silvio Grassetti | MZ             | 30       |
| 10   | Werner Pfirter   | Yamaha         | 28       |
| 11   | Hideo Kanaya     | Yamaha         | 26       |
| 12   | Dieter Braun     | SMZ            | 22       |
| 13   | Barry Sheene     | Yamaha         | 18       |
| 14   | Chas Mortimer    | Yamaha         | 18       |
| 15   | Oronzo Memola    | Yamaha         | 17       |
| 16   | János Drapál     | Yamaha         | 16       |
| 17   | Walter Sommer    | Yamaha         | 11       |
| 18   | John Williams    | Yamaha         | 10       |
| 19   | Tapio Virtanen   | Yamaha         | 10       |
| 20   | Charlie Williams | Yamaha         | 8        |
| 21   | Guido Mandracci  | Yamaha         | 6        |
| 22   | Günter Fischer   | Yamaha         | 6        |
| 23   | Billie Henderson | Yamaha         | 5        |
| 24   | Bernd Tüngethal  | MZ             | 5        |

| Pos. | Coureur               | Motorfiets | Ptn. |
| ---- | --------------------- | ---------- | ---- |
| 25   | Marcel Ankoné         | Yamsel     | 5    |
|      | Géza Repitz           | MZ         | 5    |
| 27   | Luigi Anelli          | Yamaha     | 4    |
|      | Derek Chatterton      | Yamaha     | 4    |
|      | Rémy Hirschy          | Yamaha     | 4    |
|      | Roland Olsson         | Yamaha     | 4    |
|      | Víctor Palomo         | Yamaha     | 4    |
| 32   | Gert Bender           | Maico      | 4    |
| 33   | Christian Bourgeois   | Yamaha     | 3    |
|      | Karl Auer             | Yamaha     | 3    |
|      | Fosco Giansanti       | Yamaha     | 3    |
|      | Dudley Robinson       | Yamaha     | 3    |
|      | Jerry Lancaster       | Yamsel     | 3    |
|      | Arpád Juhos           | Yamaha     | 3    |
|      | Seppo Kangasniemi     | Yamaha     | 3    |
| 40   | Barry Randle          | Yamaha     | 2    |
|      | Giovanni Proni        | Yamaha     | 2    |
|      | Tony Rutter           | Yamaha     | 2    |
| 43   | Peter Stocksiefen     | Yamaha     | 1    |
|      | Heinz Schmied         | Yamaha     | 1    |
|      | Gianfranco Buffarello | Yamaha     | 1    |
|      | Bill Rae              | Yamaha     | 1    |
|      | Reiner Richter        | MZ         | 1    |
|      | Olivier Chevallier    | Yamaha     | 1    |

(Punten tussen haakjes zijn inclusief streepresultaten)

### Constructeurstitel 250cc-klasse
| Pos. | Constructeur    | Ptn.      |
| ---- | --------------- | --------- |
| 1    | Yamaha          | 105 (183) |
| 2    | Aermacchi       | 93 (103)  |
| 3    | MZ              | 36        |
| 4    | SMZ             | 26        |
| 5    | Derbi           | 16        |
| 6    | Seeley (Yamsel) | 5         |

(Punten tussen haakjes zijn inclusief streepresultaten)

## 125cc-klasse
De 125cc-klasse bleef in 1972 lang spannend omdat Ángel Nieto een bruto-puntenachterstand opliep op Börje Jansson, Kent Andersson en Chas Mortimer. Bovendien werden de eerste twee races geheel onverwacht gewonnen door Gilberto Parlotti met de nieuwe Morbidelli. Parlotti verongelukte tijdens de Isle of Man TT. Nieto wist de schade in de laatste races pas te herstellen en werd alsnog wereldkampioen.
1. Duitsland, Nordschleife
Nadat Ángel Nieto in de 250cc-race in Duitsland gevallen was en geblesseerd was geraakt, mocht hij van de circuitarts niet in de 125cc-race starten. Hij probeerde toch te rijden en moest met geweld van het startveld verwijderd worden. Het gat dat daardoor op de eerste startrij open bleef werd handig gebruikt door Cees van Dongen (Yamaha AS-1), die even de leiding kon nemen. Hij kon het echter niet lang volhouden tegen Börje Jansson (Maico), Gilberto Parlotti (Morbidelli), Chas Mortimer (Yamaha) en Dave Simmonds (Kawasaki). Simmonds viel al snel terug, maar Parlotti wist in de vierde van vijf ronden de leiding te nemen die hij niet meer afstond. Mortimer werd met een machinelengte tweede vóór Jansson. 
2. Frankrijk, Clermont-Ferrand
De 125cc-race was de spannendste van de Franse Grand Prix. Börje Jansson nam meteen de leiding, maar zijn Maico liep al na een halve ronde vast. Daardoor ontstond een enerverende race, waarbij Ángel Nieto (Derbi), Dave Simmonds (Kawasaki KA-1) en Gilberto Parlotti elkaar aan de leiding aflosten. Mortimer probeerde zijn watergekoelde Yamaha YZ 623 C dichterbij te brengen, en toen dat lukte viel Nieto uit met een defecte motor. Parlotti had zijn Morbidelli tot halverwege de race kennelijk gespaard, want toen vertrok hij om met gemak te winnen. Chas Mortimer werd tweede, maar Börje Jansson, die zijn motor had laten afkoelen en daarna steeds meer snelheid kreeg, wist Simmonds nog te verschalken en werd derde. 
3. Oostenrijk, Salzburgring
In Oostenrijk klopte Ángel Nieto Parlotti met 0,4 seconden. Hier werd Kent Andersson met zijn Yamaha derde. 
4. Nations GP, Imola
In Imola duelleerden Nieto en Parlotti tot drie ronden voor het einde om de leiding. Toen viel Gilberto Parlotti nadat hij net het ronderecord had verbeterd. Toen kon Nieto rustig naar de finish rijden. Chas Mortimer werd tweede en Parlotti wist toch nog derde te worden.
5. Isle of Man Lightweight 125 cc TT, Snaefell Mountain Course
Gilberto Parlotti kwam als leider in de WK-stand naar het eiland Man. Hij had zich uitstekend voorbereid: met een geleende 750cc-Ducati had hij minstens 60 trainingsronden (3.600 km) gereden. De Lightweight 125 cc TT werd met slecht weer verreden, maar Parlotti nam bij de start meteen de leiding. Na de eerste ronde had hij al 15 seconden voorsprong op Chas Mortimer. In de tweede ronde liep zijn Morbidelli vast bij de Verandah. Hij werd zwaar gewond per helikopter afgevoerd naar Nobles Hospital in Douglas, maar bleek bij aankomst al te zijn overleden. Chas Mortimer won de race met ruim 6½ minuut voorsprong op Charlie Williams (Yamaha) en 8 minuten voorsprong op Bill Rae (Maico). 
6. Joegoslavië, Opatija
Nadat hij in de 50cc-race in Joegoslavië tweede was geworden, waarna zijn Derbi er onmiddellijk mee ophield, had Ángel Nieto in de 125cc-race minder geluk. Hij viel in de twaalfde ronde uit. Kent Andersson won de race en de machine van Chas Mortimer ging vlak voor de finish kapot, maar hij duwde hem over de streep naar de tweede plaats. Harold Bartol, die aan het begin van het seizoen de Suzuki RT 67 van Dieter Braun had gekocht, werd derde. 
7. Nederland, Assen
In Assen bleek nog eens hoe snel de Yamaha RA 31 viercilinder in 1968 was geweest. Bill Ivy reed toen een ronderecord van 3.17,7. In 1972 was Ángel Nieto in de training 3½ seconde sneller dan Dave Simmonds, maar toch nog steeds bijna 14 seconden langzamer dan Ivy vier jaar eerder was geweest. Simmonds was weer 5 seconden sneller dan Harold Bartol, waaruit bleek dat de verschillen groot waren. Börje Jansson kreeg een aanbod om de overleden Gilberto Parlotti bij Morbidelli te vervangen, maar hij werd gehouden aan zijn contract met Maico. Nieto startte slecht omdat de Derbi moeilijk op toeren kwam, maar Bartol was met zijn oude Suzuki juist als snelste weg. Hij werd al gauw ingehaald door Kent Andersson en het duurde ook niet lang tot Nieto aan het wiel van Andersson zat. Bij de eerste doorkomst reed Jos Schurgers op de derde plaats. Andersson en Nieto sloegen een flink gat, maar Andersson viel uit met een defecte motor. Schurgers werd gepasseerd door Jansson, Bartol, Buscherini (Malanca) en Simmonds. In de vierde ronde moest Bartol opgeven. Buscherini moest te veel risico nemen om Jansson en Simmonds te volgen en viel in de zevende ronde. Jos Schurgers werd nog ingehaald door Chas Mortimer, maar die was door zijn gebrek aan onderdelen gestart met een onwillige versnellingsbak die dan ook stuk ging. Nieto won met 10 seconden voorsprong op Börje Jansson, Dave Simmonds werd derde en Jos Schurgers werd vierde. Dat was een geweldige prestatie, want hoewel zijn machine te boek stond als een "Bridgestone", had Schurgers hem helemaal zelf gebouwd. 
8. België, Spa-Francorchamps
De Bridgestone van Schurgers was ook in België snel. Schurgers moest echter bij de start meteen in de achtervolging op Chas Mortimer, terwijl hij bij Stavelot werd ingehaald door Nieto. Schurgers viel echter uit door een vastloper. Drie ronden lang vochten Nieto en Mortimer om de leiding, maar daarna begon de Spanjaard een voorsprong op te bouwen. Kent Andersson won het gevecht om de derde plaats van Börje Jansson.
9. DDR, Sachsenring
In de 125cc-klasse op de Sachsenring viel Nieto op kop liggend uit. Daardoor ontstond een gevecht om de overwinning tussen Chas Mortimer en Börje Jansson. Mortimer leidde het eerste deel van de race, maar daarna nam Jansson het over en liep nog 7 seconden weg. Kent Andersson werd op ruime achterstand derde. 
10. Tsjecho-Slowakije, Masaryk-Ring
In Tsjecho-Slowakije nam Nieto de leiding, maar hij werd bedreigd door Börje Jansson. Nieto viel en moest zijn motor over de finish duwen, maar dat was al in de voorlaatste ronde. Jansson won dus, Mortimer werd tweede en Andersson werd derde.
11. Zweden, Anderstorp
Voor de race in Zweden stond Ángel Nieto er slecht voor. Alle wedstrijden waarin hij gefinisht was had hij gewonnen, maar dat waren er slechts vier. Hij stond dan ook slechts vierde in het kampioenschap en kon zich geen misstappen meer veroorloven. Kent Andersson (derde in het kampioenschap) nam de leiding, en Nieto wist hem pas in de eindfase te passeren. Op de finish had Nieto slechts 0,3 seconden voorsprong. Leider in het kampioenschap Chas Mortimer werd derde en Börje Jansson (tweede in het kampioenschap) werd vierde.
12. Finland, Imatra
In Finland spaarde Nieto zijn Derbi door achter Kent Andersson te blijven. Slechts één ronde reed Nieto aan de leiding, maar hij werd meteen teruggepakt door Andersson en Jansson. Die laatste viel echter uit door een lekkende benzinetank. Nieto werd slechts tweede achter Andersson, maar werd geholpen door het uitvallen van Jansson en Chas Mortimer. Andersson won de race, Dieter Braun werd derde. 
13. Spanje, Montjuïc Park
In zijn thuis-GP reed Ángel Nieto geheel tegen zijn natuur in een tamelijk rustige race. Dat Kent Andersson op kop reed deerde hem niet: Chas Mortimer moest winnen om zijn netto resultaat te verbeteren, maar was slechts tweede. Aan de derde plaats had Nieto voldoende om de wereldtitel binnen te halen. Hij gaf alleen een beetje extra gas om Dave Simmonds af te schudden en met de derde plaats ook de wereldtitel te pakken.

### Uitslagen 125cc-klasse
|    | Datum          | Race                     | Circuit                  | 1e                | 2e                | 3e                | Snelste ronde     |
| -- | -------------- | ------------------------ | ------------------------ | ----------------- | ----------------- | ----------------- | ----------------- |
| 1  | 29 en 30 april | GP van Duitsland         | Nürburgring Nordschleife | Gilberto Parlotti | Chas Mortimer     | Börje Jansson     | Gilberto Parlotti |
| 2  | 7 mei          | GP van Frankrijk         | Clermont-Ferrand         | Gilberto Parlotti | Chas Mortimer     | Börje Jansson     | Gilberto Parlotti |
| 3  | 14 mei         | GP van Oostenrijk        | Salzburgring             | Ángel Nieto       | Gilberto Parlotti | Kent Andersson    | Ángel Nieto       |
| 4  | 21 mei         | Nations GP               | Imola                    | Ángel Nieto       | Chas Mortimer     | Gilberto Parlotti | Gilberto Parlotti |
| 5  | 9 juni         | Isle of Man TT           | Mountain Course          | Chas Mortimer     | Charlie Williams  | Bill Rae          | Chas Mortimer     |
| 6  | 18 juni        | GP van Joegoslavië       | Opatija                  | Kent Andersson    | Chas Mortimer     | Harald Bartol     | Ángel Nieto       |
| 7  | 24 juni        | TT van Assen             | Assen                    | Ángel Nieto       | Börje Jansson     | Dave Simmonds     | Börje Jansson     |
| 8  | 2 juli         | GP van België            | Spa-Francorchamps        | Ángel Nieto       | Chas Mortimer     | Kent Andersson    | Ángel Nieto       |
| 9  | 9 juli         | GP van de DDR            | Sachsenring              | Börje Jansson     | Chas Mortimer     | Kent Andersson    | Ángel Nieto       |
| 10 | 16 juli        | GP van Tsjecho-Slowakije | Masaryk-Ring             | Börje Jansson     | Chas Mortimer     | Kent Andersson    | Ángel Nieto       |
| 11 | 22 en 23 juli  | GP van Zweden            | Anderstorp               | Ángel Nieto       | Kent Andersson    | Chas Mortimer     | Kent Andersson    |
| 12 | 30 juli        | GP van Finland           | Imatra                   | Kent Andersson    | Ángel Nieto       | Dieter Braun      | Kent Andersson    |
| 13 | 23 sept        | GP van Spanje            | Montjuïc                 | Kent Andersson    | Chas Mortimer     | Ángel Nieto       | Chas Mortimer     |

### Eindstand 125cc-klasse
| Pos. | Coureur               | Motorfiets  | Ptn.     |
| ---- | --------------------- | ----------- | -------- |
| 1    | Ángel Nieto           | Derbi       | 97       |
| 2    | Kent Andersson        | Yamaha      | 87 (103) |
| 3    | Chas Mortimer         | Yamaha      | 87 (121) |
| 4    | Börje Jansson         | Maico       | 78 (100) |
| 5    | Gilberto Parlotti (†) | Morbidelli  | 52       |
| 6    | Dave Simmonds (†)     | Kawasaki    | 44       |
| 7    | Harald Bartol         | Suzuki      | 37       |
| 8    | Dieter Braun          | Maico       | 25       |
| 9    | Jos Schurgers         | Bridgestone | 23       |
| 10   | Bernd Köhler          | MZ          | 23       |
| 11   | Eugenio Lazzarini     | Maico       | 22       |
| 12   | Matti Salonen         | Yamaha      | 18       |
| 13   | Gert Bender           | Maico       | 13       |
| 14   | Cees van Dongen       | Yamaha      | 13       |
| 15   | Charlie Williams      | Yamaha      | 12       |
| 16   | Bill Rae              | Maico       | 10       |
| 17   | Benjamín Grau         | Derbi       | 10       |
| 18   | Ryszard Mankiewicz    | MZ          | 10       |
| 19   | Lothar John           | Yamaha      | 10       |
| 20   | Lindsay Porter        | Honda       | 8        |
| 21   | Thierry Tchernine     | Yamaha      | 8        |
| 22   | László Szabó          | MZ          | 7        |
| 23   | Silvano Bertarelli    | Suzuki      | 6        |
|      | Ron Hackett           | Honda       | 6        |
| 25   | Jürgen Lenk           | MZ          | 5        |
| 26   | Ralph Watts           | Honda       | 5        |

| Pos. | Coureur           | Motorfiets | Ptn. |
| ---- | ----------------- | ---------- | ---- |
|      | Günter Fischer    | Maico      | 5    |
|      | Hartmut Bischoff  | MZ         | 5    |
|      | Paolo Isnardi     | Mondial    | 5    |
| 30   | Pentti Salonen    | Yamaha     | 5    |
| 31   | Ramon Jimenez     | Yamaha     | 4    |
|      | Adriano Cocchi    | Yamaha     | 4    |
|      | Fred Launchbury   | Maico      | 4    |
|      | Steve Machin      | Yamaha     | 4    |
| 35   | Rolf Minhoff      | Maico      | 4    |
|      | Seppo Kangasniemi | Maico      | 3    |
|      | Leigh Notman      | Yamaha     | 3    |
| 38   | Walter Rungg      | Yamaha     | 2    |
|      | Michel Rougerie   | Aermacchi  | 2    |
|      | Thomas Heuschkel  | MZ         | 2    |
|      | Luigi Rinaudo     | Aermacchi  | 2    |
|      | Andy Morris       | Yamaha     | 2    |
|      | Béla Godany       | MZ         | 2    |
|      | Bert Nijland      | Maico      | 2    |
|      | Benigno Jul       | MZ         | 2    |
|      | Aramis Brito      | MZ         | 2    |
| 47   | Mike Evans        | Yamaha     | 1    |
|      | Børge Nielsen     | Maico      | 1    |
|      | Wolfgang Rösch    | MZ         | 1    |
|      | Antonio García    | MZ         | 1    |
|      | Roland Olsson     | Yamaha     | 1    |
|      | Leif Rosell       | Maico      | 1    |

(Punten tussen haakjes zijn inclusief streepresultaten)

### Constructeurstitel 125cc-klasse
| Pos. | Constructeur | Ptn.     |
| ---- | ------------ | -------- |
| 1    | Derbi        | 97       |
| 2    | Yamaha       | 96 (160) |
| 3    | Maico        | 82 (128) |
| 4    | Morbidelli   | 52       |
| 5    | Kawasaki     | 44       |
| 6    | Suzuki       | 43       |
| 7    | MZ           | 29 (30)  |
| 8    | Bridgestone  | 23       |
| 9    | Honda        | 8        |
| 10   | Mondial      | 5        |
| 11   | Aermacchi    | 2        |

(Punten tussen haakjes zijn inclusief streepresultaten)

## 50cc-klasse
De 50cc-klasse van 1972 was enorm spannend, ondanks het feit dat het team van Jamathi in financiële problemen verkeerde en zich niet op het hoogste niveau kon manifesteren. Dit verlies werd ruimschoots goed gemaakt door de teams van Van Veen-Kreidler en Derbi. Er waren echter twee coureurs die met kop en schouders boven de rest uit staken: Jan de Vries en Ángel Nieto. Hoewel beide teams verschillende andere coureurs ter ondersteuning inhuurden, kon niemand deze twee volgen. Aan het einde van het seizoen hadden beiden bruto 81 punten, netto (alleen tellende resultaten) 69 punten en beiden drie overwinningen en drie tweede plaatsen. De wereldtitel werd in het voordeel van Nieto beslist door de tijden van de races waarin beiden gefinisht waren op te tellen. 
1. Duitsland, Nordschleife
De eerste 50cc-race werd in Duitsland gewonnen door Jan de Vries met de Van Veen-Kreidler, met enige dank aan de monteurs van de Derbi van Nieto. Die kwam in de eerste van slechts drie ronden stil te staan met een losse vlotterkamerbevestiging. In die ronde nam Börje Jansson met een Jamathi de leiding, gevolgd door een groep met Jan de Vries. Bij de eerste doorkomst was Nieto al naar de derde plaats geklommen, maar de Vries reed al 18 seconden vóór Jansson. Na twee ronden was Nieto tweede, met 21 seconden achterstand op de Vries. Nieto was veel sneller, en bij de finish bedroeg zijn achterstand nog slechts 9 seconden. Een woedende Nieto gooide zijn Derbi tegen de vangrails, verwenste zijn monteurs en liet zich zelfs niet bij de huldiging zien. 
2. Nations GP, Imola
Bij de finish van de 50cc-race in Imola kwam het tot een opmerkelijk incident. Jan Huberts, die door Jan de Vries en Ángel Nieto op een ronde was gereden, gaf Nieto na de race een klap. De reden zou zijn geweest dat hij gezien had hoe Nieto geprobeerd had de Vries van de baan te drukken. Journalisten kwamen daarna met een aantal versies van het gebeurde: De Vries zou schakelproblemen hebben gekregen waardoor Nieto tegen hem aan botste, Nieto zou Huberts als eerste geslagen hebben omdat die hem gehinderd zou hebben en de versie waarin Nieto bewust tegen de Vries zou zijn aangereden. In elk geval was bij de huldiging alles tussen de Vries en Nieto weer koek en ei. De race werd dus nipt gewonnen door Jan de Vries, met Ángel Nieto als tweede en Rudolf Kunz (Kreidler) als derde. 
3. Joegoslavië, Opatija
In Joegoslavië had Nieto problemen met een slecht lopende motor en moest zelfs een pitstop maken. Dat was gunstig voor Jan de Vries, die een flinke voorsprong opbouwde, maar in de laatste ronde uitviel door een gebroken zuiger. Jan Bruins (Kreidler) profiteerde daarvan en won de race, maar Nieto wist alsnog de tweede plaats te pakken, maar op de streep ging ook zijn Derbi stuk. Otello Buscherini werd met een Malanca derde. 
4. Nederland, Assen
In Assen lukte het Jan de Vries wéér niet om zijn thuisrace te winnen. Zijn Kreidler trok wat beter tegen de vrij harde wind in, maar de Derbi van Nieto liep met de wind in de rug harder. Ze sloegen samen meteen een groot gat met de concurrentie en Nieto liet al een paar keer zien dat hij vanuit de kniebocht slipstreamend voorbij de Vries kon komen. In de laatste ronde had de Vries een behoorlijke voorsprong, maar Nieto wist het gat te dichten, in de kniebocht te passeren en te winnen. Nieto en de Vries hadden bijna twee minuten voorsprong op de derde man, Harald Bartol (Kreidler). Tijdens de 50cc-race van Assen keerde Paul Lodewijkx (die al een internationale race in Zandvoort had gereden) terug na zijn zware ongeval in 1969. Hij had in de trainingen in Assen al grote problemen met zijn Jamathi en viel in de tweede ronde uit. 
5. België, Spa-Francorchamps
In België trainde Jan de Vries sneller dan Nieto, maar bij inspectie bleek de motor niet betrouwbaar te zijn, waardoor hij met zijn reservemotor moest starten. Die leverde aanzienlijk minder vermogen. Zijn rondetijden lagen nog onder die van 1971 en hij wist meteen na de start dat hij Nieto niet zou kunnen volgen. Nieto nam al in de eerste ronde een kleine voorsprong, die hij in de volgende ronden opbouwde. Theo Timmer kon met de Jamathi uit 1971 de Vries in zicht houden, maar dat betekende niet dat de Jamathi snel genoeg was. Nieto hoefde niet sneller te rijden, de Vries kon niet sneller rijden, maar de derde plaats van Timmer was in elk geval een opsteker voor Jamathi. 
6. DDR, Sachsenring
In de DDR was Ángel Nieto een van de eerste uitvallers, maar kort na hem moest ook Jan de Vries zijn motor parkeren. Theo Timmer had tijdens de training weer veel problemen gehad met de onwillige Jamathi, maar in de race bleek de machine snel genoeg om aan de finish een voorsprong van 50 seconden over te houden op tweede man Hans-Jürgen Hummel (Kreidler). Otello Buscherini werd derde. Door het uitvallen van zowel Nieto als de Vries verdween een deel van de spanning om de eindstand in het WK. Nieto hoefde nog slechts één wedstrijd te winnen om wereldkampioen te worden.
7. Zweden, Anderstorp
In Zweden nam Nieto bij de start de leiding, maar binnen een ronde voegde Jan de Vries zich bij hem. Er ontstond een geweldig gevecht, dat volgens Jan de Vries voor een van hen verkeerd moest aflopen. Dat gebeurde met Ángel Nieto die in de elfde ronde in een linker bocht de controle verloor. Daardoor won de Vries, Theo Timmer werd tweede en Juan Parés March (Derbi) werd derde. Hierdoor had Jan de Vries nu 69 punten en Ángel Nieto had 66 punten. Beiden moesten in Spanje winnen om wereldkampioen te worden. 
8. Spanje, Montjuïc Park
Als Nieto de 50cc-race in Spanje zou winnen en de Vries tweede zou worden, zou de wereldtitel beslist moeten worden door de tijden van deze twee over het hele seizoen te vergelijken. Dat gebeurde ook. Hoewel het Van Veen-team nog niet onder de indruk was toen Nieto in de trainingen een seconde sneller was, bleek in de race dat Jan de Vries inderdaad een seconde per ronde moest toegeven. Nieto had in het seizoen al 6,8 seconden sneller gereden dan de Vries, maar voegde daar nog eens 14,5 seconden aan toe. Beiden hadden nu bruto 81 punten en netto (alleen de beste vijf resultaten) 69, maar Ángel Nieto was toch wereldkampioen. Voor Nieto was dit na de 125cc-klasse de tweede wereldtitel die hij op één dag won.

### Uitslagen 50cc-klasse
|   | Datum          | Race               | Circuit                  | 1e           | 2e                 | 3e                | Snelste ronde |
| - | -------------- | ------------------ | ------------------------ | ------------ | ------------------ | ----------------- | ------------- |
| 1 | 29 en 30 april | GP van Duitsland   | Nürburgring Nordschleife | Jan de Vries | Ángel Nieto        | Börje Jansson     | Ángel Nieto   |
| 2 | 21 mei         | Nations GP         | Imola                    | Jan de Vries | Ángel Nieto        | Rudolf Kunz       | Jan de Vries  |
| 3 | 18 juni        | GP van Joegoslavië | Opatija                  | Jan Bruins   | Ángel Nieto        | Otello Buscherini | Jan de Vries  |
| 4 | 24 juni        | TT van Assen       | Assen                    | Ángel Nieto  | Jan de Vries       | Harald Bartol     | Ángel Nieto   |
| 5 | 2 juli         | GP van België      | Spa-Francorchamps        | Ángel Nieto  | Jan de Vries       | Theo Timmer       | Ángel Nieto   |
| 6 | 9 juli         | GP van de DDR      | Sachsenring              | Theo Timmer  | Hans-Jürgen Hummel | Otello Buscherini | Jan de Vries  |
| 7 | 22 en 23 juli  | GP van Zweden      | Anderstorp               | Jan de Vries | Theo Timmer        | Juan Parés March  | Ángel Nieto   |
| 8 | 23 sept        | GP van Spanje      | Montjuïc                 | Ángel Nieto  | Jan de Vries       | Kent Andersson    | Ángel Nieto   |

### Eindstand 50cc-klasse
| Pos. | Coureur            | Motorfiets        | Ptn.    |
| ---- | ------------------ | ----------------- | ------- |
| 1    | Ángel Nieto        | Derbi             | 69 (81) |
| 2    | Jan de Vries       | Van Veen-Kreidler | 69 (81) |
| 3    | Theo Timmer        | Jamathi           | 50      |
| 4    | Jan Bruins         | Van Veen-Kreidler | 39      |
| 5    | Otello Buscherini  | Malanca           | 32      |
| 6    | Hans-Jürgen Hummel | Kreidler          | 26      |
| 7    | Harald Bartol      | Kreidler          | 26      |
| 8    | Jan Huberts        | Kreidler          | 25      |
| 9    | Rudolf Kunz        | Kreidler          | 17      |
| 10   | Benjamín Grau      | Derbi             | 12      |
| 11   | Gerhard Thurow     | Kreidler          | 12      |
| 12   | Börje Jansson      | Jamathi           | 10      |
|      | Juan Parés March   | Derbi             | 10      |
|      | Kent Andersson     | Van Veen-Kreidler | 10      |
| 15   | Kurt-Ivan Carlsson | Monark            | 8       |
| 16   | Lars Persson       | Monark            | 8       |
| 17   | Leif Rosell        | Jamathi           | 7       |
| 18   | Adrijan Bernetic   | Tomos             | 6       |
|      | Luigi Rinaudo      | Tomos             | 6       |
|      | Teunis Ramaker     | Kreidler          | 6       |
| 21   | Aalt Toersen       | Derbi / Kreidler  | 6       |

| Pos. | Coureur             | Motorfiets     | Ptn. |
| ---- | ------------------- | -------------- | ---- |
| 22   | Alberto Ieva        | Malanca        | 5    |
|      | Boja Mikloš         | Tomos          | 5    |
|      | Ludwig Uhlig        | Uhlig-zelfbouw | 5    |
| 25   | Jérôme van Haeltert | Kreidler       | 4    |
|      | Eduard Borisenko    | Riga           | 4    |
| 27   | Ermanno Giuliano    | Tomos          | 3    |
|      | Albert Bertholet    | Kreidler       | 3    |
| 29   | Roland Schuster     | Kreidler       | 2    |
|      | Nigel Stone         | Jamathi        | 2    |
|      | Petar Seljak        | Tomos          | 2    |
|      | Ton Daleman         | Roton          | 2    |
|      | Ludwig Faßbender    | Kreidler       | 2    |
|      | Gernot Weser        | Kreidler       | 2    |
|      | Cees van Dongen     | Roton          | 2    |
| 36   | Rolf Minhoff        | Maico          | 1    |
|      | Claudio Lusuardi    | Villa          | 1    |
|      | Hans Kroismayr      | Kreidler       | 1    |
|      | Siegfried Lohmann   | Kreidler       | 1    |
|      | Zbyněk Havrda       | Ahra           | 1    |
|      | Henk van Kessel     | Kreidler       | 1    |
|      | Aldo Pero           | Villa          | 1    |

(Punten tussen haakjes zijn inclusief streepresultaten)

### Constructeurstitel 50cc-klasse
| Pos. | Constructeur   | Ptn.     |
| ---- | -------------- | -------- |
| 1    | Kreidler       | 72 (108) |
| 2    | Derbi          | 69 (91)  |
| 3    | Jamathi        | 55 (63)  |
| 4    | Malanca        | 33       |
| 5    | Monark         | 16       |
| 6    | Tomos          | 15       |
| 7    | Uhlig-zelfbouw | 5        |
| 8    | Roton          | 5        |
| 9    | Riga           | 4        |
| 10   | Villa          | 2        |
| 11   | Ahra           | 1        |

(Punten tussen haakjes zijn inclusief streepresultaten)

## Zijspanklasse
Klaus Enders keerde terug in de zijspanrace na een jaar in de Formule 2 gereden te hebben. Hij miste de sfeer van de motorsport en bovendien kreeg hij onmiddellijk steun van BMW (2 motorblokken en onderdelen). Zijn tuner Dieter Busch wist uit de 500cc-boxermotor intussen ca. 72 pk bij 10.800 tpm te halen. Enders kreeg echter geen fabrieks-BMW motoren, die kregen Heinz Luthringshauser en Siegfried Schauzu. Het gevecht om de titel eindigde eigenlijk in Tsjecho-Slowakije met het overlijden van Hans-Jürgen Cusnik, de bakkenist van Heinz Luthringhauser. Die startte niet meer in de laatste race van het seizoen, waardoor Enders toch met enig gemak de titel kon grijpen. 
1. Duitsland, Nordschleife
In de Grand Prix van Duitsland was de spanning in de zijspanklasse niet erg groot. Na vier ronden was de uitslag bepaald: Siegfried Schauzu en Wolfgang Kalauch reden met hun BMW vóór Heinz Luthringshauser/Hans-Jürgen Cusnik, Richard Wegener/Adi Heinrichs en Georg Auerbacher/Hermann Hahn en in die volgorde finishten ze ook. Christ Vincent, die met Michael Casey nu met de Münch-URS reed, had al in de trainingen veel problemen maar had in de race toch heel even aan de leiding gereden. In de vierde ronde moest hij opgeven.
2. Frankrijk, Clermont-Ferrand
In Frankrijk wonnen Heinz Luthringshauser/Hans-Jürgen Cusnik vóór Siegfried Schauzu/Wolfgang Kalauch en Richard Wegener/Adi Heinrichs.
3. Oostenrijk, Salzburgring
De zijspanrace in Oostenrijk werd gewonnen door Klaus Enders/Ralf Engelhardt (Busch-BMW). Luthringshauser/Cusnik werden tweede en de derde plaats was voor Karl Venus/Rainer Gundel (BMW).
4. Isle of Man 500 cc Sidecar TT, Snaefell Mountain Course
Siegfried Schauzu had een goede week op het eiland Man. Eerst won hij de 750cc-zijspanrace, en later ook de 500cc-Sidecar TT. Hij had wel wat geluk nodig, want hij lag aanvankelijk op de derde plaats achter Klaus Enders en publiekslieveling Chris Vincent met de Münch-URS. Vincent viel in de tweede ronde echter uit bij Crosby en Enders een ronde later in Ramsey. Voor Siegfried Schauzu was het al zijn zevende zijspanoverwinning op Man. Hij won met 7 seconden voorsprong op Luthringshauser en Gerry en Nick Boret werden met een König derde. Georg Auerbacher was al tijdens de trainingen uitgeschakeld door een gebroken remschijf. Die veroorzaakte bij de 13e mijlpaal een voorwielslip waardoor Auerbacher ernstig schaaf- en snijwonden en een lichte rugblessure opliep. Enkele dagen later meldde Auerbacher dat hij nooit meer zou racen. 
5. Nederland, Assen
In Assen stonden Enders/Engelhardt, Schauzu/Kalauch en Vincent/Casey op de eerste startrij, maar ook Rudi Kurth met zijn levensgezellin Dane Rowe en hun Cat-racer met Crescent buitenboordmotor. Opmerkelijk was de snelle start van Tony Wakefield en Alex MacFadzean met hun BMW, die eigenlijk bij wijze van vakantie aan de TT van Assen en de GP van België deelnamen. Zij werden dan ook al in de eerste ronde gepasseerd door vijf combinaties. Kurth/Rowe kwamen na de eerste ronde als leiders door, maar vielen meteen daarna uit door een losgeslagen contragewicht van de ontstekingsmagneet. Vincent nam de leiding, gevolgd door Enders. In de vijfde ronde nam Enders de leiding over en halverwege de race lag het hele veld, dat nog slechts uit 9 combinaties bestond, ver uit elkaar. Pas in de laatste ronden begon Vincent weer wat aan te dringen bij Enders, maar hij kwam er niet meer bij. Enders/Engelhardt wonnen, Vincent/Casey werden tweede en Schauzu/Kalauch werden derde. 
6. België, Spa-Francorchamps
De zijspanrace in België kende weinig spanning. Enders/Engelhardt wonnen met zes seconden voorsprong op Luthringshauser/Cusnik, die de hele tijd op de tweede plaats gelegen hadden. De derde plaats werd de hele race bezet door Schauzu/Kalauch. 
7. Tsjecho-Slowakije, Masaryk-Ring
In Tsjecho-Slowakije reden Heinz Luthringshauser en Hans-Jürgen Cusnik op de tweede plaats achter Klaus Enders/Ralf Engelhardt toen het zijspanwiel van Luthringshauser blokkeerde. De combinatie sloeg over de kop, Cusnik raakte een paal langs de baan en was op slag dood. Enders won de race vóór Vincent/Casey en Wegener/Heinrichs. 
8. Finland, Imatra
Na het overlijden van zijn bakkenist verdedigde Heinz Luthringshauser zijn kansen niet in de laatste race in Finland. Daardoor hoefde Klaus Enders ook niet het achterste van zijn tong te laten zien. Hij had genoeg aan de tweede plaats achter Chris Vincent om zijn wereldtitel zeker te stellen. Siegfried Schauzu werd in Finland derde.

### Uitslagen zijspanklasse
|   | Datum          | Race                     | Circuit                  | 1e                                         | 2e                                         | 3e                                   | Snelste ronde                              |
| - | -------------- | ------------------------ | ------------------------ | ------------------------------------------ | ------------------------------------------ | ------------------------------------ | ------------------------------------------ |
| 1 | 29 en 30 april | GP van Duitsland         | Nürburgring Nordschleife | Siegfried Schauzu / Wolfgang Kalauch       | Heinz Luthringshauser / Hans-Jürgen Cusnik | Richard Wegener / Adi Heinrichs      | Siegfried Schauzu / Wolfgang Kalauch       |
| 2 | 7 mei          | GP van Frankrijk         | Clermont-Ferrand         | Heinz Luthringshauser / Hans-Jürgen Cusnik | Siegfried Schauzu / Wolfgang Kalauch       | Richard Wegener / Adi Heinrichs      | Chris Vincent / Michael Casey              |
| 3 | 14 mei         | GP van Oostenrijk        | Salzburgring             | Klaus Enders / Ralf Engelhardt             | Heinz Luthringshauser / Hans-Jürgen Cusnik | Karl Venus / Rainer Gundel           | Rudi Kurth / Dane Rowe                     |
| 4 | 9 juni         | Isle of Man TT           | Mountain Course          | Siegfried Schauzu / Wolfgang Kalauch       | Heinz Luthringshauser / Hans-Jürgen Cusnik | Gerry Boret / Nick Boret             | Heinz Luthringshauser / Hans-Jürgen Cusnik |
| 5 | 24 juni        | TT van Assen             | Assen                    | Klaus Enders / Ralf Engelhardt             | Chris Vincent / Michael Casey              | Siegfried Schauzu / Wolfgang Kalauch | Chris Vincent / Michael Casey              |
| 6 | 2 juli         | GP van België            | Spa-Francorchamps        | Klaus Enders / Ralf Engelhardt             | Heinz Luthringshauser / Hans-Jürgen Cusnik | Siegfried Schauzu / Wolfgang Kalauch | Klaus Enders / Ralf Engelhardt             |
| 7 | 16 juli        | GP van Tsjecho-Slowakije | Masaryk-Ring             | Klaus Enders / Ralf Engelhardt             | Chris Vincent / Michael Casey              | Richard Wegener / Adi Heinrichs      | Klaus Enders / Ralf Engelhardt             |
| 8 | 30 juli        | GP van Finland           | Imatra                   | Chris Vincent / Michael Casey              | Klaus Enders / Ralf Engelhardt             | Siegfried Schauzu / Wolfgang Kalauch | Chris Vincent / Michael Casey              |

### Eindstand zijspanklasse
| Pos. | Coureur               | Bakkenist              | Motorfiets    | Ptn.    |
| ---- | --------------------- | ---------------------- | ------------- | ------- |
| 1    | Klaus Enders          | Ralf Engelhardt        | Busch-BMW     | 72      |
| 2    | Heinz Luthringshauser | Hans-Jürgen Cusnik (†) | BMW           | 63      |
| 3    | Siegfried Schauzu     | Wolfgang Kalauch       | BMW           | 62 (80) |
| 4    | Chris Vincent         | Michael Casey          | Münch-URS     | 47      |
| 5    | Richard Wegener       | Adi Heinrichs          | BMW           | 46      |
| 6    | Wolfgang Klenk        | Norbert Scherer        | BMW           | 28      |
| 7    | Tony Wakefield        | Alex MacFadzean        | BMW           | 24      |
| 8    | Karl Venus            | Rainer Gundel          | BMW           | 19      |
| 9    | Gustav Pape           | Franz Kallenberg       | BMW           | 19      |
| 10   | Rolf Steinhausen      | Werner Kapp            | König         | 18      |
| 11   | Graham Milton         | John Thornton          | BMW           | 12      |
| 12   | Hermann Binding       | Helmut Fleck           | BMW           | 11      |
| 13   | Gerry Boret           | Nick Boret             | Renwick-König | 10      |
| 14   | Michel Pourcelet      | Claude Domin           | BMW           | 9       |
| 15   | Georg Auerbacher      | Hermann Hahn           | BMW           | 8       |
| 16   | Bill Currie           | Keith Scott            | GSM-Weslake   | 8       |
| 17   | Barry Dungsworth      | Bill Turrington        | BMW           | 6       |
| 18   | Rudi Kurth            | Dane Rowe              | CAT-Crescent  | 6       |
| 19   | Roy Hanks             | John Mann              | BSA           | 5       |
| 20   | Egon Schons           | Karl Lauterbach        | BMW           | 5       |
| 21   | Roy Woodhouse         | Doug Woodhouse         | Honda         | 4       |
| 22   | Walter Ohrmann        | Bernd Grube            | BMW           | 3       |
|      | Peter Hahn            | Gertrud Hahn           | BMW           | 3       |
|      | Roger Dutton          | Tony Wright            | BMW           | 3       |
|      | Michel Vanneste       | Serge Vanneste         | BMW           | 3       |
| 26   | Willy Meier           | Hansueli Gehrig        | BMW           | 2       |
|      | Josef Ortner          | Hans Klug              | BMW           | 2       |
|      | George O'Dell         | Bill Boldison          | BSA           | 2       |
| 29   | Jeff Gawley           | Frank Knights          | BMW           | 1       |
|      | Marcel Maire          | Marc Kaufmann          | BMW           | 1       |
|      | John Barker           | Alex MacFadzean        | BSA           | 1       |
|      | Joseph Duhem          | Jacques Blanc          | BMW           | 1       |
|      | Gerhard Müller        | Harry Hoffmann         | BMW           | 1       |
|      | Pentti Moskari        | Olaf Sten              | BMW           | 1       |

(Punten tussen haakjes zijn inclusief streepresultaten)

### Constructeurstitel zijspanklasse
| Pos. | Constructeur | Ptn.     |
| ---- | ------------ | -------- |
| 1    | BMW          | 75 (117) |
| 2    | Münch-URS    | 47       |
| 3    | König        | 28       |
| 4    | GSM-Weslake  | 8        |
| 5    | CAT-Crescent | 6        |
| 6    | BSA          | 5        |
| 7    | Honda        | 4        |

(Punten tussen haakjes zijn inclusief streepresultaten.)

## Trivia
- Zijspancoureur Mick Boddice ruilde zijn BSA Gold Star-motor voor een Kawasaki H 1 R op advies van zijn zwager Dave Simmonds, die al jaren met Kawasaki's racete. Mick was niet zo overtuigd van tweetaktmotoren, maar Simmonds wist hem te overtuigen en hielp hem met de tuning van de motor. Boddice verklaarde daarop: "Als mijn zus Julie met Agostini getrouwd was had in nu misschien wel een MV Agusta-blok gehad".
- Dane Rowe, de Britse vrouwelijke bakkeniste van Rudi Kurth, vatte eind 1972 het plan op om in de rennerskwartieren bij GP's Engelse les te gaan geven aan kinderen van de coureurs.